# Ameropterus selysi
Ameropterus selysi is een insect uit de familie van de vlinderhaften (Ascalaphidae), die tot de orde netvleugeligen (Neuroptera) behoort. 
Ameropterus selysi is voor het eerst wetenschappelijk beschreven door Van der Weele in 1909.